# フォール・ドーベルヴィリエ駅

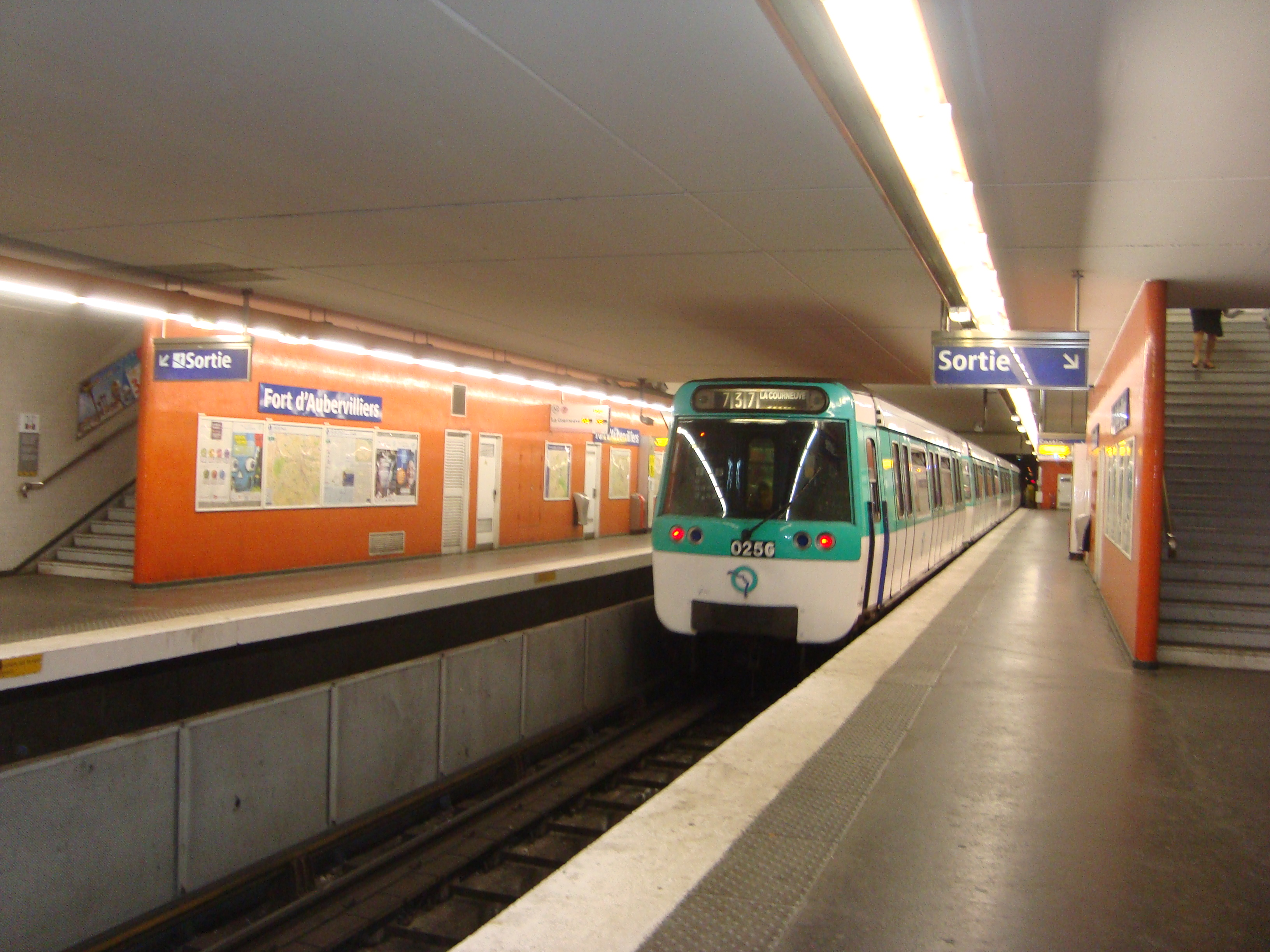
南方面へ向かう列車

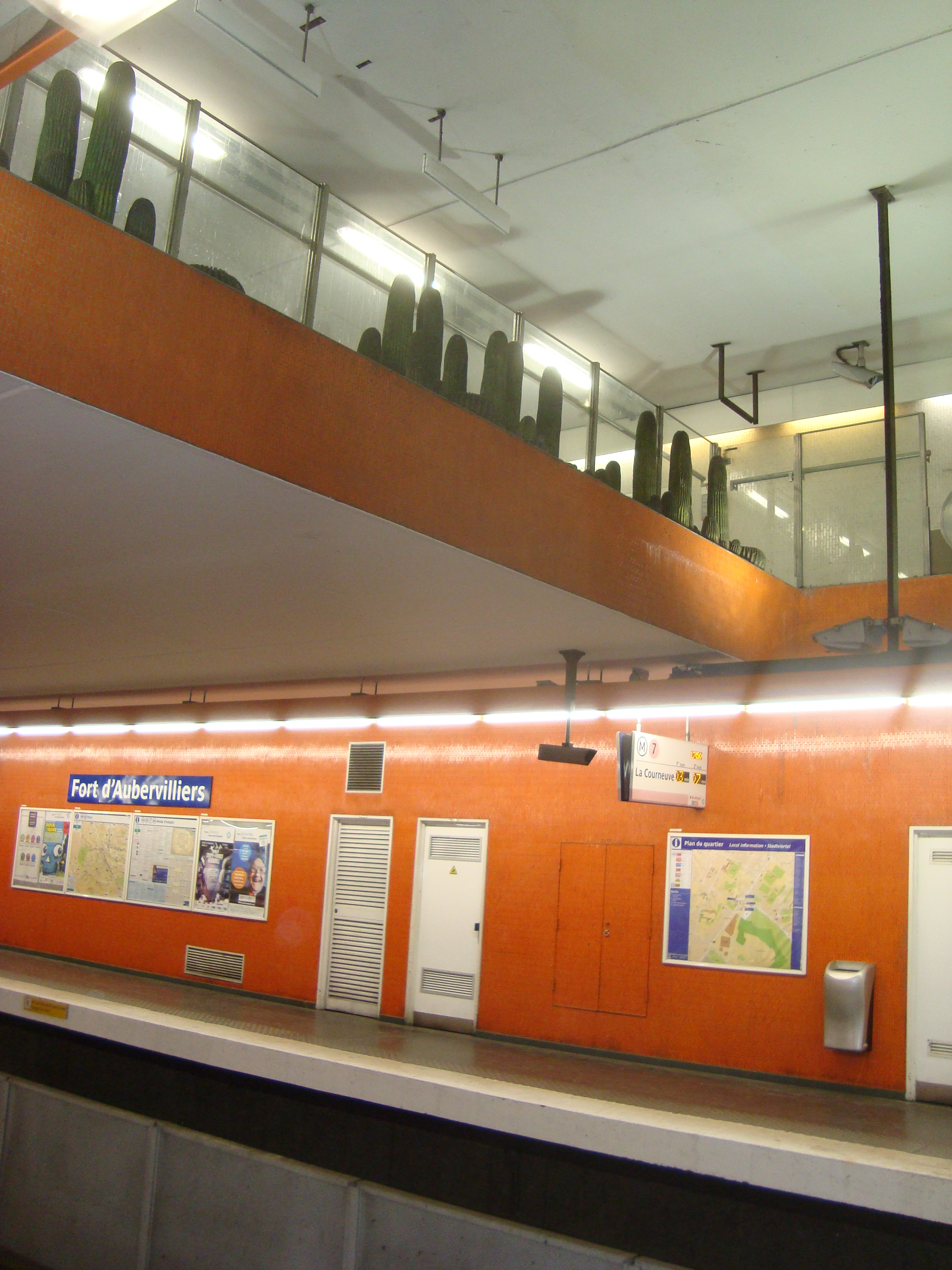
ホームと中2階

フォール・ドーベルヴィリエ駅（仏: Fort d'Aubervilliers）は、フランス・パリの北側にあたるコミューンのオーベルヴィリエにある、メトロ（地下鉄）7号線の駅。

## 概要
パリの北側にあたるコミューン（地方自治体の最小単位）のオーベルヴィリエに位置し、フランス国道2号線（略称RN2。この付近での区間愛称は「ジャン＝ジョレス通り」）沿いにある。この付近はオーベルヴィリエ、ボビニー、パンタンの3コミューンの境界付近にあたる。
1979年10月4日、7号線のポルト・ド・ラ・ヴィレット駅からラ・クールヌーヴ＝ユイ・メ・ミルヌフサンキャラントサンク駅までの延伸に伴い開設された。駅名は1843年に建設されたオーベルヴィリエ砦（フォール・ドーベルヴィリエ）にちなむ。
駅には4か所の出入口があり、うち2か所はパリ交通公団 (RATP) のバスステーション（バスターミナル）に直結している。残る2か所はそれぞれ国道と接続する（ジャン＝ジョレス通り170番地・213番地に設置）。
将来的には、2020年から2030年にかけて開通が予定されているパリメトロ15号線が乗り入れ、7号線と15号線の接続駅となる計画である。

## 利用状況
2011年の乗車人員は345万5,421人。2013年の乗車人員は392万7,340人で、これはパリメトロの駅の中では126番目の多さである。

## 利用可能な鉄道路線
- パリメトロ
  - 7号線

## 歴史
- 1979年10月4日 - 7号線の延伸に伴い開設。

## 駅周辺
- オーベルヴィリエ砦（フランス語版）
- パンタン＝ボビニー墓地（フランス語版）

## バス路線
パリ交通公団 (RATP) の路線バス134・152・173・234・248・250・330系統の計7系統が運行されており、夜間にはノクティリアン（フランス語版）の深夜バスN42系統の運行も設定されている。

## 隣の駅
パリメトロ
 7号線
ラ・クールヌーヴ＝ユイ・メ・ミルヌフサンキャラントサンク駅 （La Courneuve - 8 Mai 1945） - フォール・ドーベルヴィリエ駅 - オーベルヴィリエ＝パンタン＝キャトル・シュマン駅（Aubervilliers - Pantin - Quatre Chemins）